# Смешанная парная сборная Канады по кёрлингу
Смешанная парная сборная Канады по кёрлингу — смешанная национальная сборная команда (составленная из одного мужчины и одной женщины), представляет Канаду на международных соревнованиях по кёрлингу. Управляющей организацией выступает Ассоциация кёрлинга Канады.

## Результаты выступлений

### Олимпийские игры
| Год  | Место | Игры | Победы | Поражения | Состав (женщина, мужчина, тренер)                                        |
| ---- | ----- | ---- | ------ | --------- | ------------------------------------------------------------------------ |
| 2018 | 1     | 9    | 8      | 1         | Кейтлин Лоус, Джон Моррис, Джефф Стоутон (тренер), Пол Уэбстер (тренер)  |
| 2022 | 5     | 9    | 5      | 4         | Рейчел Хоман, Джон Моррис, Скотт Пфейфер (тренер), Марк Кеннеди (тренер) |

### Чемпионаты мира
| Год  | Место          | Игры           | Победы         | Поражения      | Состав (женщина, мужчина, тренер)                                                            |
| ---- | -------------- | -------------- | -------------- | -------------- | -------------------------------------------------------------------------------------------- |
| 2008 | 5              | 10             | 7              | 3              | Сьюзан О’Коннор, Дин Росс, Пол Уэбстер (тренер)                                              |
| 2009 | 3              | 10             | 9              | 1              | Эллисон Нимик, Шон Грасси                                                                    |
| 2010 | не участвовали | не участвовали | не участвовали | не участвовали | не участвовали                                                                               |
| 2011 | 12             | 9              | 5              | 4              | Ребекка Джин Макдональд, Роберт Кэмпбелл, Helen Radford (тренер)                             |
| 2012 | 6              | 9              | 8              | 1              | Шантель Эберле, Дин Хик, Джим Уэйт (тренер)                                                  |
| 2013 | 10             | 8              | 4              | 4              | Изабель Нерон, Робер Дежарден, Джим Уэйт (тренер)                                            |
| 2014 | 10             | 9              | 7              | 2              | Кимберли Так, Уэйн Так, Джим Уэйт (тренер)                                                   |
| 2015 | 4              | 12             | 9              | 3              | Кэйлин Парк, Чарли Томас, Джим Уэйт (тренер)                                                 |
| 2016 | 5              | 10             | 9              | 1              | Марлиз Кэснер, Дастин Калтофф, Джефф Стоутон (тренер)                                        |
| 2017 | 2              | 11             | 8              | 3              | Джоанн Кортни, Рид Карразерс, Джефф Стоутон (тренер)                                         |
| 2018 | 3              | 11             | 9              | 2              | Лора Крокер, Кирк Майерс, Джефф Стоутон (тренер)                                             |
| 2019 | 2              | 11             | 9              | 2              | Джоселин Петерман, Бретт Галлант, Джефф Стоутон (тренер)                                     |
| 2021 | 4              | 12             | 8              | 4              | Керри Эйнарсон, Брэд Гушу, Скотт Пфейфер (тренер)                                            |
| 2022 | 5              | 10             | 8              | 2              | Джоселин Петерман, Бретт Галлант, Скотт Пфейфер (тренер), Лиза Уигл (тренер)                 |
| 2023 | 4              | 11             | 8              | 3              | Дженнифер Джонс, Брент Лэинг, Гленн Ховард (тренер), Скотт Пфейфер (национальный тренер)     |
| 2024 | 5              | 10             | 8              | 2              | Кадриана Лотт, Колтон Лотт, Скотт Пфейфер (тренер), Виктор Челль (национальный тренер)       |
| 2025 | 6              | 10             | 7              | 3              | Джоселин Петерман, Бретт Галлант, Лейни Питерс (тренер), Скотт Пфейфер (национальный тренер) |

(данные отсюда:)

### Универсиады
| Год  | Место | Игры | Победы | Поражения | Состав (женщина, мужчина, тренер)                         |
| ---- | ----- | ---- | ------ | --------- | --------------------------------------------------------- |
| 2025 | 3     | 9    | 7      | 2         | Jessica Zheng, Victor Pietrangelo, Helen Radford (тренер) |

(источник:)